# Porc espí cuacurt
El porc espí cuacurt (Hystrix brachyura) és una espècie de rosegador de la família dels Hystricidae. N'hi ha tres subespècies al sud i al sud-est asiàtic.

## Distribució geogràfica
El porc espí cuacurt va des del Nepal fins al nord-est de l'Índia (Arunachal Pradesh, Sikkim, Bengala Occidental, Manipur, Mizoram, Meghalaya i Nagaland), fins a Bangladesh, el centre i el sud de la Xina (Xizang, Hainan, Yunnan, Sichuan, Chongqing, Guizhou, Hunnan), Guangxi, Guangdong, Hong Kong, Fujian, Jianxi, Zhejiang, Shanghai, Jiangsu, Anhui, Henan, Hubei, Shaanxi, Gansu, a tot Myanmar, Tailàndia, Laos, Cambodja i Vietnam, passant per la Malàisia peninsular, fins a Singapur, Sumatra (Indonèsia). i a tot Borneo (Indonèsia, Malàisia, Sarawak i Brunei). També és present a l'illa de Penang, Malàisia. Es pot trobar des del nivell del mar fins a almenys 1.300 msnm.

## Evolució
Es creu que aquesta espècie i els seus parents propers es van originar al sud d'Àsia segons la seva distribució actual. El seu origen pot ser d'un avantpassat comú del Plistocè superior quan Sumatra, Borneo i Palawan formaven part de Sundaland.

## Hàbitat i ecologia
Els porcs espins de Malasia són terrestres i solen trobar-se en grups reduïts en diversos tipus d'hàbitats forestals, així com en zones obertes properes als boscos: també poden desplaçar-se a zones agrícoles properes. Sovint habiten en caus que han trobat prop de zones rocoses o als forats dels arbres o sistemes radiculars. També poden excavar i viure en caus, des dels quals una xarxa de senders penetren a l'hàbitat circumdant. Es poden trobar en tots els tipus de boscos fins a 1500 m d'altitud.
Les femelles de porc espín tenen un període de gestació de 110 dies i una mida de camada de dos o tres. L'espècie pot donar a llum dues cries anuals.

## Característiques
Es tracta d'un rosegador gran i de cos corpulent cobert de plomes que són estructures afilades i rígides. Les plomes són cabells modificats. Els de la part superior del cos són rugosos i negres amb ratlles blanques o grogues. Les plomes suaus dels joves es tornen dures a mesura que entren a l'edat adulta. Tenen potes curtes i robustes cobertes de pèls marrons que tenen quatre urpes al davant i cinc a les posteriors. Tant les potes davanteres com les posteriors tenen soles llises. El cap i el cos mesuren uns 63-72,5 cm i la cua és d'uns 6-11 cm. Pesen al voltant de 0,7 kg-2,4 kg.

## Dieta
Normalment s'alimenten d'arrels, tubercles, escorça i fruits caiguts. També mengen carronya, insectes i grans llavors tropicals com ara Chisocheton cumingianus.

## Comportament
H. brachyura s'alimenta de nit i descansa durant el dia. Es pot trobar sol o en parelles. També pot nedar i rosegar. La truja sol donar a llum un únic cadell alhora, però també s'ha registrat el fet que n'ha fet dos. El període de gestació és d'uns 90 a 112 dies. La seva longevitat màxima és d'uns 27 anys.

## Conservació i importància econòmica
La UICN ha classificat aquesta espècie com a de preocupació menor. Les plomes del porc espí cuacurt s'utilitzen amb finalitats ornamentals.

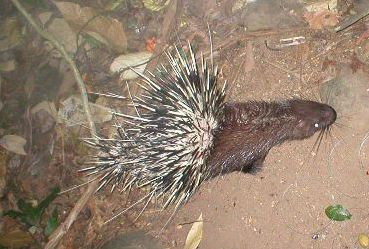
Porc espí sense cresta de l'Himàlaia H. b. hodgsoni de l'Índia